# Лейтаун

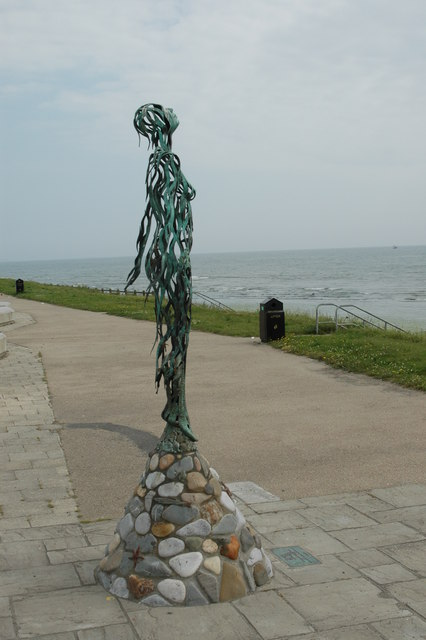
Voyager

Лейтаун (англ. Laytown; ирл. An Inse) — деревня в Ирландии, находится в графстве Мит (провинция Ленстер).
Население — 2007 человек (по переписи 2002 года). Около 10900 человек в 2021 году.
Находится в 50 километрах от Дублина. Первые поселения на месте деревни стали появляться в VI веке.